# 石川貴之 (トレーナー)
石川 貴之（いしかわ たかゆき、1979年8月13日 - ）はコンディショニングトレーナー、著作家。株式会社カラダラボ代表取締役。

## 来歴
1979年に北海道紋別市に生まれる。札幌学院大学卒業後、地元の金融機関に勤務する。
本人の弁によれば、コンディショニングトレーナーへの道に進んだきっかけは、当時働きながら指導していた高校のバレーボール部の生徒の怪我にあった。
指導に対して迷いが生まれ、競技とトレーニングをマッチングさせる方法を学ぶために、退職し、東京に上京した。
指導者でありながら生徒に怪我をさせてしまったという心の葛藤が銀行員という安定した人生を捨て去る原動力になっているとしてる。
2013年に独立をし、株式会社カラダラボを設立。群馬県太田市新井町に第1店舗をオープン。それから、東京都千代田区、群馬県太田市南矢島町にも出店し、計3店舗を展開している。 
株式会社カラダラボでは、PNF理論と東洋医学をベースとし、ストレッチと整体をMIXしたコンディショニングサロンであると謳っている。
本人の主張によれば、スポーツ強豪校からのコンサルティング依頼も多く、学校・団体100校以上にスポーツ指導を行ってきた。指導のため、北は北海道、南は沖縄まで全国各地を日々飛び回っているという。
コンディショニングトレーナーとして構築してきた独自の方法論を「ゼロ・グラヴィティ理論」とし、その方法論が書籍化された。 

## 著書
- ゼロ・グラヴィティ理論　脱・ウエイトトレーニング　アスリートのパフォーマンスを爆発的に進化させる“7つ”の新法則（文芸社2019年4月 ISBN 978-4-286-20408-6）